# Èpit (fill d'Èlat)
Segons la mitologia grega, Èpit (en grec antic: Αἴπυτος 'Aipytos') va ser un rei d'Arcàdia, fill d'Èlat i de Laòdice. Va succeir en el tron al seu oncle Clítor, que havia mort sense fills. Algunes tradicions el fan fill d'Arcas, que va regnar sobre tota l'Arcàdia.
El va picar una serp, un escurçó, mentre caçava i va morir. Segons Homer, la seva tomba es trobava al mont Cil·lene. Havia criat, com si fos la seva pròpia filla, Evadne, la filla de Posidó, que li havia confiat Pítane. Aquesta Evadne va tenir un fill d'Apol·lo, Íam.